# Casey Kramer
Casey Kramer (* 28. Dezember 1955 in Los Angeles, Kalifornien; † 24. Dezember 2023 in Chicago, Illinois) war eine US-amerikanische Schauspielerin.

## Leben
Casey Kramer war eine Tochter des Regisseurs und Filmproduzenten Stanley Kramer aus dessen zweiter Ehe mit der Schauspielerin Anne P. Kramer (1926–2000). Sie hatte aus den drei Ehen ihres Vaters insgesamt drei Halbgeschwister. Nach der Scheidung ihrer Eltern wuchs sie bei ihrer Mutter in Chicago auf.
Nach ihrem Schulabschluss besuchte sie ab Mitte der 1970er-Jahre eine Schauspielschule in Chicago, wo sie eine professionelle Schauspielausbildung absolvierte. Von 1979 bis 2020 war Kramer als Schauspielerin tätig und wirkte in dieser Zeit in mehr als 50 Film-und-Fernsehproduktionen mit. Sie spielte dabei oftmals Nebenrollen in Spielfilmen und Fernsehserien.
Casey Kramer starb am 24. Dezember 2023 nur wenige Tage vor ihrem 68. Geburtstag in ihrem langjährigen Wohnort Chicago.

## Filmografie (Auswahl)
- 1984: Falcon Crest (Fernsehserie, 1 Folge)
- 2007: Criminal Minds (Fernsehserie, 1 Folge)
- 2008: Watercolors
- 2010: The Event (Fernsehserie, 2 Folgen)
- 2011: Dexter (Fernsehserie, 1 Folge)
- 2012: Southland (Fernsehserie, 1 Folge)
- 2013: Schatten der Leidenschaft (Fernsehserie, 1 Folge)
- 2013: Liberace – Zu viel des Guten ist wundervoll
- 2015: Transparent (Fernsehserie, 1 Folge)
- 2017: Lethal Weapon (Fernsehserie, 1 Folge)
- 2018: Baskets (Fernsehserie, 1 Folge)